# Сьяман Рапонган
Сьяман Рапонган (тао: Syaman Rapongan, кит. трад. 夏曼·藍波安, пиньинь Xiàmàn Lánbōān, палл. Сямань Ланьбоань; 31 октября 1957) — тайваньский писатель, океанолог, этнолог, представитель народа тао (ями). Создатель нового направления в тайваньской литературе — литературы об океане, в произведениях язык тао используется наравне с китайским языком.

## Биография и литературное творчество
Родился в селении Имород на острове Ланьюй (Орхидеевый остров).
Сьяман Рапонган — имя писателя на родном языке, означающее «отец Рапонгана». Прежнее китайское имя Ши Нулай, данное местными властями, автор больше не использует. В юности он покинул родной остров и уехал на Тайвань, где в 1980 году поступил на факультет французского языка и литературы Тамканского университета.
В 1988 году, когда активно развивалось демократическое движение на Тайване, он стал участником движения за признание коренных народов, защиту окружающей среды. Рапонган присоединился к акциям против захоронения ядерных отходов тайваньских электростанций на Орхидеевом острове. К началу 1990-х годов он решил вернуться на Орхидеевый остров и стал изучать там традиционный образ жизни своего народа, собирать песни и легенды.
Опубликованные в 1990-х годах сборники рассказов «Мифы бухты Бадайвань» (кит. трад. 八代灣的神話故事, 1992) и собрание эссе «Глубокие чувства к холодному морю» (кит. трад. 冷海情深, 1997) знакомят с веками передававшимися из уст в уста мифами и легендами народа тао, а эссе представляют собой размышления автора о судьбе традиционной культуры его народа в современном обществе. Отсюда вытекает первый ответ, который Сьяман Рапонган предлагает против угроз окружающей среде: подчеркивание культурных, социальных и ритуальных особенностей, которые его народ поддерживает в отношении окружающей среды (особенно океана) и животных. Он представляет их как традиционные, так и историзированные, Рапонган предлагает своего рода экологичное восстановление космологии, находящейся на грани исчезновения.
В 1998 году он опубликовал роман «Чёрные крылья» (кит. трад. 黑色的翅膀), за который получил престижную литературную премию У Чжо-лю. В 2012 году на Тайване был издан роман «Глаза Неба» （кит. трад. 天空的眼睛), переведённый, в частности, на чешский язык.
Сьяман Рапонган работал учителем, занимался дайвингом и рыбной ловлей, был научным сотрудником океанологического института, членом Комиссии по делам коренных народов при правительстве города Тайбэя, консультантом Комитета по программированию коренных народов Тайваньского фонда общественного телевидения и членом Комитета по развитию сообщества Орхидеевого острова Исполнительного Юаня. Этот разнообразный опыт воплотился в сборнике эссе «Память волн» (кит. трад. 海浪的記憶, 2002). Это произведение знаменует собой отход от двойственности, которая отмечала его предыдущие работы о возвращении в родные края, и вместо этого изображает народ тао с оттенком ностальгии.
В 2005 году Рапонган получил докторскую степень на кафедре тайваньской литературы Национального университета Чэнгун. В мае того же года он стал первым тайваньцем, который пересек южную часть Тихого океана на каноэ в рамках программы «Путешествие мечты по южной части Тихого океана». Сборники короткой прозы «Лицо мореплавателя» (кит. трад. 航海家的臉, 2007) «Старый моряк» (кит. трад. 老海人, 2009) открыли новые направления для тайваньской литературы об океане.
Его автобиографические эссе и романы переведены на французский язык и на чешский язык.
По состоянию на 2022 год Сьяман Рапонган вместе с семьей живет на Орхидеевом острове, где основал авторскую студию — «Мастерскую островной этнологии», занимается продвижением культуры народа тао. Часто бывает в Тайбэе.

## Переводы на русский
- Сьяман Рапонган Черные крылья (роман) / Перевод В. Андреева — М.: АСТ (серия «Лучшая проза Тайваня»), 2022, ISBN 978-5-17-146107-2

## Интервью
- Сьяман Рапонган рассказывает о народе тао и островном образе жизни — интервью в рамках проекта Фонда «Keep Walking» (2012)(английские субтитры)